# Никифоров Сергій Сергійович
Сергій Сергійович Никифоров (нар. 10 липня 1986, Кривий Ріг) — український телеведучий. Прессекретар Президента України з 9 липня 2021.

## Життєпис
Народився 10 липня 1986 року у Кривому Розі.
Закінчив факультет журналістики Київського державного університету імені Тараса Шевченка (2008, нині національний). 
Працював кореспондентом на телеканалах «Перший національний» (2007—2011).
У період з 2011 по 2018 роки був журналістом української редакції міжнародного телеканалу «Euronews» у Франції.
З 2018 року — журналіст  програми новин на ТРК «Україна».).
З 2019-го — ведучий новин та проєктів на «Україна 24».
Указом Президента України Володимира Зеленського 9 липня 2021 року призначений Прес-секретарем Президента України.

## Особисте життя
Одружений, має двох дітей: хлопчика та дівчинку.

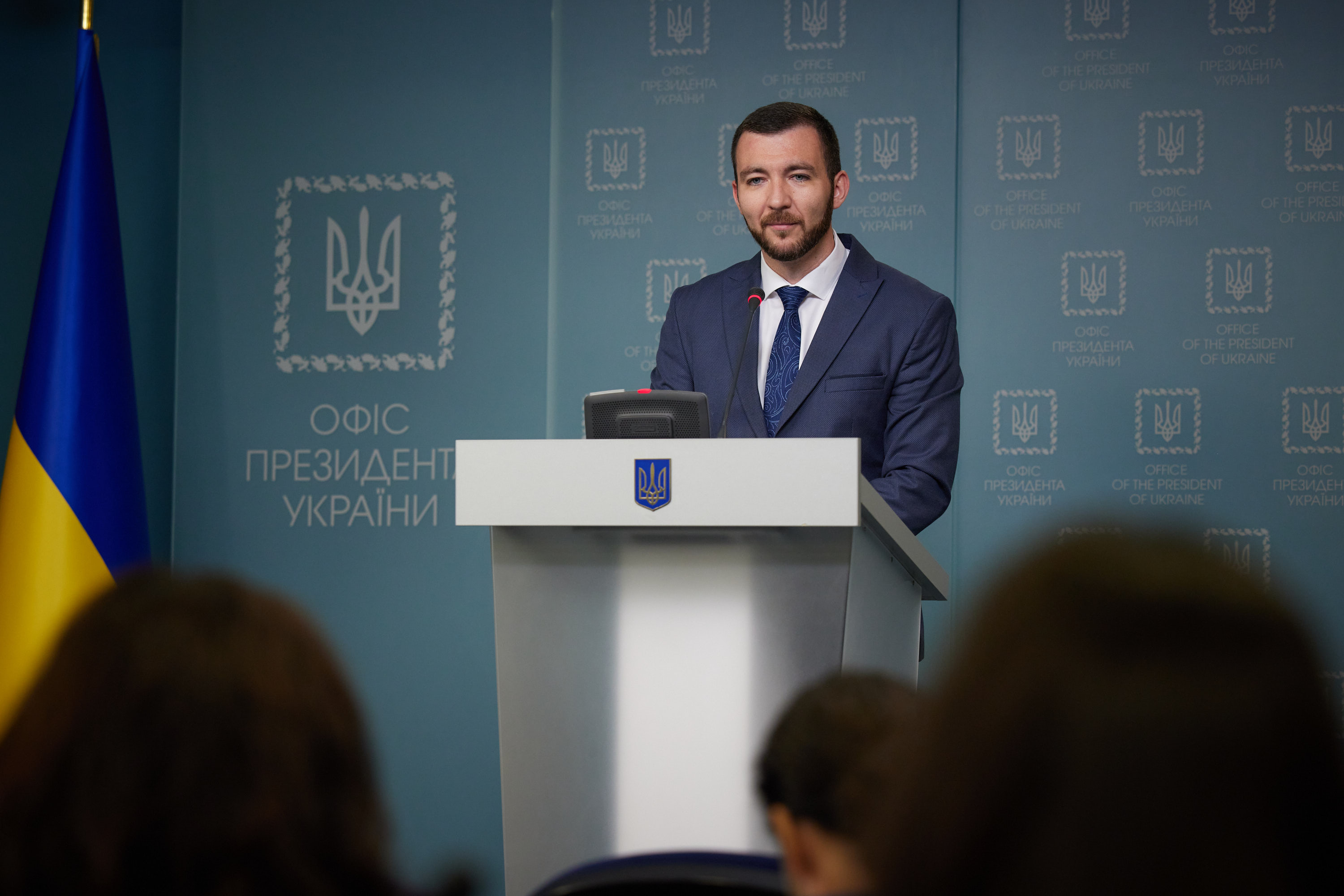
Прес-конференція 2022 рік.